# Дзяды (поэма)

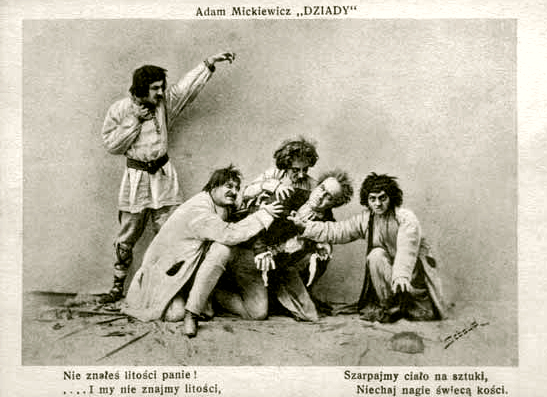
Сцена из поэмы

«Дзя́ды» (пол. Dziady), «Де́ды» — романтическо-драматическая поэма Адама Мицкевича, опубликованная в 1823—1832 годах. Состоит из четырёх частей:
- II часть — вышла в 1823 году,
- IV часть — вышла в 1823 году,
- III часть — вышла в 1832 году,
- I часть — неоконченная, вышла в 1860 году, посмертно.

II и IV части были написаны в Каунасе («ковенские» Дзяды). III часть в Дрездене («дрезденские» Дзяды).
Во II части описывается обряд дзядов, в ходе которого перед его участниками появляются духи умерших, просящих помощи у живых. По словам Мицкевича, в народных суевериях прослеживается «моральная идея, образно выраженная простым людом». В состав II части входит вступительное стихотворение «Упырь», первоначально опубликованное отдельно.
Часть IV — история Густава, «польского Вертера», покончившего жизнь самоубийством из-за любви. IV часть стала художественным отражением несчастной любви поэта к его «романтической музе» — Марыле Верещаке.
В III части Дзядов Мицкевич обратился к другим событиям периода молодости — к аресту и тюремному заключению по делу «филаретов» в 1824 году. Сам поэт «зашифрован» здесь под именем Конрада. Два композиционных центра III части — «Большая импровизация» Конрада, являющаяся манифестацией бунтарского, богоборческого романтизма Мицкевича, и «Видение» ксендза Петра как художественное проявление идей польского мессианизма с его лозунгом «Польша — Христос народов».
Изначально Мицкевич написал I, II, III и IV части, опубликовав только две части (II и IV). Затем, уже в 1832 году, написал новую III часть, навеянную трагическими впечатлениями, связанными с ноябрьским восстанием 1830 года.
В состав III части вошел цикл стихотворений «Отрывок», в котором отразились впечатления, связанные со ссылкой Мицкевича и его пребыванием в Петербурге в ноябре 1824 года, сразу после наводнения. Мицкевич саркастически изобразил государственный строй царской России (стихотворения Дорога в Россию, Предместья столицы, Петербург, Памятник Петру Великому, Смотр войск, Олешкевич), закончив цикл знаменитым стихотворением Моим друзьям-москалям. Ответом на «петербургские» стихотворения Мицкевича о России была поэма Пушкина «Медный всадник». Другим ответом Пушкина на «петербургские» стихотворения Мицкевича было стихотворение о польском поэте «Он между нами жил…».
Запрет на постановку пьесы стал одним из поводов к студенческим выступлениям 1968 года в ПНР.